# José Ramil Alvarez
José Ramil Alvarez (russisch Хосе Рамиль Альварес; * 3. Juni 1940 im Dorf Tischkowo bei Puschkino) ist ein sowjetisch-russischer Informatiker.

## Leben
Alvarez, Sohn spanischer Emigranten, besuchte die örtliche Schule. 1953 kam er in das internationale Kinderheim Interdom in Iwanowo und besuchte die dortige Mittelschule mit Abschluss 1957 mit Goldmedaille. Das anschließende Studium an der Lomonossow-Universität Moskau (MGU) in der Mechanik-Mathematik-Fakultät (Mechmat) schloss er 1962 am Lehrstuhl für Computermathematik ab.
Ab 1963 Arbeitete Alvarez an der MGU als wissenschaftlicher Mitarbeiter und dann als leitender Ingenieur des Forschungsrechenzentrums der MGU. Von 1966 bis 1968 arbeitete er in Kuba in einer Operations-Research-Gruppe des Ministeriums für Lebensmittel-Industrie und hielt 1967/1968 an der Universität von Havanna eine Programmierung-Vorlesung. Als 1970 unter Nikolai Brussenzows Leitung der zweite ternäre Computer Setun-70 gebaut wurde, war Alvarez der führender System-Programmierer.
Alvarez wechselte 1979 in das Forschungslaboratorium für Elektronische Rechenanlagen der Fakultät für Computermathematik und Kybernetik (WMK) der MGU. Als Aspirant bei Nikolai Brussenzow fertigte er seine Dissertation mit der Software für das automatisierte Mikrocomputer-Studiensystem Nastawnik (Lehrmeister) an, die er 1981 mit Erfolg für die Promotion zum Kandidaten der physikalisch-mathematischen Wissenschaften 1982 verteidigte.
Alvarez’ Arbeitsschwerpunkt blieb das Programmieren für ternäre Computer. Seine Algorithmen für die ternäre Arithmetik erschienen 2012.

## Ehrungen, Preise
- Bronzemedaille der Ausstellung der Errungenschaften der Volkswirtschaft der UdSSR (1984, 1986)[1]
- Medaille „Veteran der Arbeit“ (1997)[1]
- Verdienter Wissenschaftlicher Mitarbeiter der MGU (1999)[1]